# 한미 군사위원회 회의
한-미 군사위원회 회의(ROK-US Military Committee Meeting, MCM)는 한미 양국 국방장관을 대표로 하는 한미 안보협의회의(SCM)에서 합의한 양국간 주요 군사정책과 작전지침을 구체적으로 발전시켜 한미연합사령부에 하달하는 기구이다.

## 역사
- 1977년, 카터 미국 대통령이 한국에 주둔하는 미국 지상군의 단계적 철수 방침을 발표함에 따라 이를 협의하는 과정에서 양국이 한-미군사위원회회의의 설치에 합의[1]
- 1978년, 제1차 한미 군사위원회 회의 개최
- 2008년 제30차 한미 군사위원회 회의 개최[2]
- 2015년 제40차 한미 군사위원회 회의 개최[3]
- 2023년 제48차 한미 군사위원회 회의 개최[4]

## 기능
양국 합참의장을 대표로 하며 보통 한-미 안보협의회의(SCM)와 함께 매년 열리나 각국의 요청시 상설회의를 수시로 개최할 수 있다. 한-미 간 대두된 주요 군사 현안에 대해 해결책을 강구하는 등 한-미 양국 군사협력의 핵심적 의사 결정체 역할을 해왔다. 이 회의에는 한국측에서 합참의장, 합참 전략기획본부장, 미국측에서 합참의장 태평양사령관 그리고 양국의 통합된 방위 노력을 대표하는 한미 연합군사령관 등 양국 군수뇌부들이 참석하는 만큼 군사적 비중은 실로 막대하다.

## 같이 보기
- 지미 카터
- 한미 안보협의회의
- 한미연합군사령부